# Semnopithecus johnii
El langur de Nilgiri (Semnopithecus johnii) es una especie de primate catarrino de la familia Cercopithecidae que habita en las montañas Nilgiri de los Ghats occidentales en el sur de India. Su área de distribución también incluye Kodagu en Karnataka, montañas Palani en Tamil Nadu y otras áreas montañosas en Kerala. 
Esta especie tienen el pelaje de color negro brillante en el cuerpo y dorado-marrón en la cabeza. Es similar en su tamaño y en su larga cola a los langures grises. Las hembras tienen un parche blanco de pelo en la parte interna del muslo. Se asocian en grupos de 5 a 16 individuos. A menudo se lo observa incursionando en los campos agrícolas. Su dieta se compone de frutas, brotes y hojas. La especie se clasifica como vulnerable en la Lista Roja de la UICN por la deforestación y caza furtiva para aprovechar su piel y carne, por la creencia que tiene propiedades afrodisiacas.